# 정민구
정민구(丁珉九, 1967년 6월 25일 ~ )는 대한민국 제주특별자치도의회 의원이다.

## 학력
- 대정중학교
- 대정고등학교
- 제주대학교 무역학과 졸업

## 경력
- 제주주민자치연대 대표
- 제주시 삼도1동 주민자치위원
- 2017.04 ~ 2017.05 : 제19대 대통령선거 더불어민주당 문재인 후보 제주도당 공동선거대책위원장
- 제주 4·3 70주년 기념사업위원회 공동대표
- 더불어민주당 제주도당 지방자치위원장
- 더불어민주당 정책위원회 부의장
- 2018년 7월 1일 ~ 2022년 6월 30일 : 제11대 제주특별자치도의회 의원
  - 2020.07 ~ 2022.06: 제11대 제주특별자치도의회 후반기 부의장
- 2022년 7월 1일 ~ 현재 : 제12대 제주특별자치도의회 의원
  - 2022.07 ~ 2024.06: 제12대 제주특별자치도의회 전반기 문화관광체육위원회 위원
  - 제12대 제주특별자치도의회 후반기 환경도시위원회 위원
  - 제12대 제주특별자치도의회 후반기 의회운영위원회 위원
  - 제12대 제주특별자치도의회 후반기 윤리특별위원회 위원

## 역대 선거 결과
|  | 57.62% |

|  | 53.93% |